# Hadashi de bara o fume
Hadashi de bara o fume (jap. 裸足でバラを踏め; dosł. „Stąpając boso po różach”) – manga autorstwa Rinko Uedy, znana również pod angielskim tytułem Stepping on Roses. Seria była drukowana w magazynie „Margaret” od 2007 roku do marca 2012. Całość została zebrana 9 tomach.

## Fabuła
Sumi Kitamura to biedna dziewczyna mieszkająca z bratem, który często przyprowadza do domu dzieci znalezione na ulicy. Pewnego razu jedno z dzieci dostaje wysokiej gorączki. Sumi prosi o pomoc doktora, ale ponieważ dziewczyna nie ma pieniędzy, lekarz nie chce zająć się chłopcem. Kiedy wydaje się, że już nie ma ratunku, nieznajomy mężczyzna daje Kitamurze trochę pieniędzy. Po tym incydencie dziewczyna postanawia w jakiś sposób zarobić pieniądze na opłacenie czynszu za mieszkanie. Spotyka przystojnego mężczyznę o imieniu Soichiro Ashida, który twierdzi, że zapłaci za wszystko, o co tylko poprosi Sumi, ale w zamian za to dziewczyna musi go poślubić i nie zakochać się w nim.

## Publikacja serii
Pierwszy rozdział mangi został opublikowany w magazynie „Margaret” w 2007 roku. W styczniu 2012 ogłoszono, że seria zakończy się w numerze z 20 lutego 2012, jednak ostatecznie zakończenie przesunięto na numer z 19 marca. Wydawnictwo Shūeisha zebrało rozdziały mangi w 9 tomach typu tankōbon, które wydawane były od 25 kwietnia 2008 do 24 kwietnia 2012.
W Ameryce Północnej seria została wydana przez wydawnictwo Viz Media.
| Nr | Data wydania (język japoński) | ISBN (język japoński)  |
| -- | ----------------------------- | ---------------------- |
| 1  | 25 kwietnia 2008              | ISBN 978-4-08-846283-7 |
| 2  | 25 sierpnia 2008              | ISBN 978-4-08-846322-3 |
| 3  | 25 listopada 2008             | ISBN 978-4-08-846351-3 |
| 4  | 24 kwietnia 2009              | ISBN 978-4-08-846398-8 |
| 5  | 25 marca 2010                 | ISBN 978-4-08-846504-3 |
| 6  | 24 września 2010              | ISBN 978-4-08-846567-8 |
| 7  | 25 kwietnia 2011              | ISBN 978-4-08-846644-6 |
| 8  | 25 października 2011          | ISBN 978-4-08-846707-8 |
| 9  | 25 kwietnia 2012              | ISBN 978-4-08-846765-8 |